# فرانكو ماستانتونو
فرانكو ماستانتونو (مواليد 14 أغسطس 2007) هو لاعب كرة قدم أرجنتيني محترف يلعب كلاعب وسط مع نادي ريال مدريد في الدوري الإسباني والمنتخب الأرجنتيني.

## النشأة
وُلد ماستانتونو ونشأ في أزول في محافظة بوينس آيرس بالأرجنتين، وكان ماستانتونو مُحبًا لرياضة كرة المضرب في نشأته، وكان لاعبًا لكرة المضرب آنذاك في فئة الناشئين، حيث كان ضمن المراكز العشرة الأوائل في فئته.

## مسيرته مع الأندية

### بداية مسيرته
بدأ ماستانتونو مسيرته في كرة القدم في سن الثالثة، حيث لعب لنادي ريفر دي أزول حيثُ كان والده مدربًا هناك. في عام 2017، بينما كان يلعب مع ريفر دي أزول، تمت دعوته لتجربة مع نادي ريفر بليت وُعرض عليه الانضمام إلى الأكاديمية، لكن رفض ذلك بسبب رغبة أسرته في أن يواصل مسيرته في رياضة التنس. وبعد ذلك، وقع مع نادي سيمينتو في سن الحادية عشرة.

### ريفر بليت
بعد عامين، في عام 2019، قرر ماستانتونو قبول عرض ريفر بليت، وانتقل إلى النادي الذي يتخذ من بوينس آيرس مقرًا له، وظهر لأول مرة مع فريق الشباب في آخر مباراة لموسم 2019، حيث فاز فريق الشباب بالدوري. في العام التالي، تم تسجيله للمشاركة في مسابقات الاتحاد الأرجنتيني لكرة القدم، لكن موسمه تأثر بسبب جائحة فيروس كورونا في الأرجنتين.
واصل ماستانتونو تقدمه عبر أكاديمية ريفر بليت، وفي أغسطس 2023، وقع أول عقد له مع النادي عقد لمدة سنتين مع شرط جزائي بقيمة 30 مليون يورو. في الشهر التالي، اُستدعي للتدريب مع الفريق الأول من قبل المدرب مارتن ديميكيليس لأول مرة.
في العام التالي، كان ماستانتونو ضمن قائمة ريفر بليت للتحضيرات للموسم الجديد، بعدما تم استدعاؤه بجانب عدد من لاعبي فريق الشباب من قبل المدرب مارتن ديميكيليس. وظهر لأول مرة مع النادي في مباراة ودية ضد فريق نادي مونتيري المكسيكي، قبل أن يشارك في مباراة ودية أخرى ضد نادي باتشوكا. في نهاية يناير 2024، أصبح ماستانتونو ثالث أصغر لاعب يُشارك في تاريخ ريفر بليت في المسابقات الرسمية، خلف عمر روسي وماتيو موساشيو، عندما دخل كبديل في الشوط الثاني عن فاكوندو كوليديو في تعادل ريفر 1-1 في كأس الدوري الأرجنتيني للمحترفين مع أرجنتينوس جونيورز.
سجل ماستانتونو هدفه الأول مع النادي بفوز الفريق 3-0 في كأس الأرجنتين ضد نادي إكسكيورسيونيستاس في 8 فبراير 2024؛ بعدما بدأ المباراة، سدد الكرة في شباك حارس إكسيكورسينيستاس ناويل كاجال في الدقيقة 68. بهذا الهدف، أصبح أصغر لاعب يسجل في تاريخ ريفر بليت، محطماً الرقم القياسي الذي كان يحمله أسطورة النادي خافيير سافيولا. بعد أن أصبح جزءًا أساسيًا من تشكيلة الفريق الأول، تم تجاهل دعوات الجماهير لمشاركة ماستانتونو بشكل أكبر من قبل المدرب مارتن ديميكيليس، حيث صرح مدافع ريفر السابق رينالدو ميرلو أنه على الرغم من إظهاره لمهاراته، إلا أنه لم يكن جاهزًا للمشاركة بانتظام. بعد رحيل ديميكيليس، تولى مارسيلو غاياردو تدريب الفريق، ومنح ماستانتونو فرص مشاركة أكبر، ليصبح عنصرًا أساسيًا في التشكيلة. وفي مباراة سوبر كلاسيكو، أحرز هدفًا من ركلة حرة نفذها من مسافة 28 مترًا وأسكنها الزاوية اليسرى العليا ليُصبح ثاني أصغر لاعب يسجل في تاريخ مواجهات الفريقين، وأصغر هداف لريفر بليت أمام بوكا جونيورز في التاريخ.

### ريال مدريد
في 13 يونيو 2025، أعلن نادي ريال مدريد الإسباني أن ماستانتونو سينضم إلى النادي في عيد ميلاده الثامن عشر الموافق 14 أغسطس بعقد يمتد لست سنوات. بلغت قيمة الصفقة 45 مليون يورو، حيث فعّل ريال مدريد الشرط الجزائي في عقده.

## المسيرة الدولية
اُستدعي ماستانتونو لأول مرة إلى تشكيلة منتخب الأرجنتين تحت 17 سنة من قبل المدرب بابلو أيمار وهو لا يزال في الخامسة عشرة من عمره. أداؤه المميز مع فرق الشباب في ريفر بليت جذب انتباه مدرب منتخب الأرجنتين تحت 20 سنة خافيير ماسكيرانو الذي استدعاه للتدريب مع الفريق في منتصف عام 2022.
في أواخر مايو 2025، تلقى ماستانتونو أول استدعاء له إلى منتخب الأرجنتين الأول من ليونيل سكالوني للمشاركة في مباريات تصفيات كأس العالم 2026 ضد تشيلي وكولومبيا. وبعد أيام قليلة، في 5 يونيو، خاض مباراته الدولية الأولى عندما دخل بديلًا عن تياغو ألمادا في الفوز خارج الأرض 1–0 على تشيلي، ليصبح أصغر لاعب رسمي يشارك مع منتخب بلاده عن عمر 17 عامًا و296 يومًا، محطمًا الرقم القياسي السابق الذي كان يحمله أدولفو هايسينغير.

## أسلوب اللعب
يُوصف ماستانتونو من قبل مدرب شباب ريفر بليت مارتين بيليجرينو بأنه قادر على اللعب كلاعب وسط صانع ألعاب أو مهاجم، مع تميزه في التسديدات. كما أشاد مساعد مدرب فريق الشباب في ريفر بليت بابلو فرنانديز، بقدراته في التسديد وكذلك بقدرته على التسجيل من الركلات الحرة ومراوغة اللاعبين في المواقف الفردية. أما ماستانتونو نفسه، فقد ذكر أنه يقتدي بمهاجمي ريفر بليت إيغناسيو فرنانديز وماتياس سواريز، بالإضافة إلى الأرجنتيني الآخر جوليان ألفاريز ويحاول محاكاة أسلوب لعبهم.

## إحصائياته

### النادي
آخر تحديث 25 يونيو 2025.
| النادي        | الموسم        | الدوري                        | الدوري    | الدوري  | الكأس المحلي | الكأس المحلي | القارية   | القارية | أخرى      | أخرى    | المجموع   | المجموع |
| النادي        | الموسم        | الدرجة                        | المباريات | الأهداف | المباريات    | الأهداف      | المباريات | الأهداف | المباريات | الأهداف | المباريات | الأهداف |
| ------------- | ------------- | ----------------------------- | --------- | ------- | ------------ | ------------ | --------- | ------- | --------- | ------- | --------- | ------- |
| ريفر بليت     | 2024          | دوري الدرجة الأولى الأرجنتيني | 33        | 1       | 1            | 1            | 7         | 1       | 0         | 0       | 41        | 3       |
| ريفر بليت     | 2025          | دوري الدرجة الأولى الأرجنتيني | 12        | 4       | 1            | 1            | 6         | 2       | 4         | 0       | 23        | 7       |
| ريفر بليت     | المجموع       | المجموع                       | 45        | 5       | 2            | 2            | 13        | 3       | 4         | 0       | 64        | 10      |
| ريال مدريد    | 2025–26       | الدوري الإسباني               | 0         | 0       | 0            | 0            | 0         | 0       | 0         | 0       | 0         | 0       |
| مجموع المسيرة | مجموع المسيرة | مجموع المسيرة                 | 45        | 5       | 2            | 2            | 13        | 3       | 4         | 0       | 64        | 10      |

1. ↑  مُتضمنة كأس الأرجنتين، كأس الملك
2. 1 2  المباريات في كوبا ليبرتادوريس
3. ↑  مُشاركة واحدة في كأس السوبر الدولي، ثلاثة مباريات في كأس العالم للأندية

### المنتخب
آخر تحديث 5 يونيو 2025.
| المنتخب   | السنة   | المباريات | الأهداف |
| --------- | ------- | --------- | ------- |
| الأرجنتين | 2025    | 1         | 0       |
| المجموع   | المجموع | 1         | 0       |

## الإنجازات
ريفر بليت
- كأس السوبر الأرجنتيني: 2023[23]